# یواس‌اس ساوانه (۱۷۹۸)
یواس‌اس ساوانه (۱۷۹۸) (به انگلیسی: USS Savannah (1798)) یک کشتی بود که طول آن ۵۱ فوت ۹ اینچ (۱۵٫۷۷ متر) بود. این کشتی در سال ۱۷۹۹ ساخته شد.